# Toini Jännes
Toini Maria Jännes, född 19 oktober 1884 i Helsingfors, död 5 juli 1942 i Kuusamo, var ordförande för Finlands soldathemsförbund. 
Jännes blev filosofie kandidat 1910, var ordförande för Helsingfors soldathemsförening 1930–1937 och blev ordförande för Finlands soldathemsförbund 1937. I början av juli 1942 befann hon sig en morgonnatt tillsammans med två medarbetare, av vilka den ena var Greta Palojärvi, maka till general Väinö Palojärvi, på inspektionsresa utmed östgränsen. Vid Murtovaara i Kuusamo överfölls deras bil av sovjetiska partisaner som låg i bakhåll. De tre kvinnorna, föraren och en livvakt omkom vid beskjutningen, medan eskortbilen som följde efter undgick skador. Jordfästningen i Gamla kyrkan i Helsingfors den 10 juli 1942 väckte stor uppmärksamhet i pressen, trots att förluster i människoliv hörde till vardagen under krigsåren.